# 崔维岳
崔维岳（1916年—2010年），男，山西芮城人，中华人民共和国政治人物，曾任内蒙古自治区人大常委会副主任，中国国民党革命委员会内蒙古自治区委员会主任委员，第八届全国政协委员。